# 深安郡
深安郡（ふかやすぐん）は、広島県にあった郡。

## 郡域
1898年（明治31年）に行政区画として発足した当時の郡域は、下記の区域にあたる。
- 福山市の一部（大門町の一部を除く芦田川以東かつ御幸町各町、加茂町各町、駅家町大字法成寺以東）にあたる。
- 岡山県笠岡市の一部（用之江の一部）

## 歴史
- 明治31年（1898年）10月1日 - 郡制の施行のため、深津郡・安那郡の区域をもって発足。以下の町村が所属。（1町33村）
  - 旧・深津郡（1町19村） - 福山町、野上村、三吉村、川口村、深津村、手城村、引野村、大津野村、坪生村、春日村、市村、吉津村、奈良津村、木之庄村、本庄村、中津原村、森脇村、下岩成村、上岩成村、千田村
  - 旧・安那郡（14村） - 川南村、川北村、御野村、上竹田村、下竹田村、八尋村、湯田村、中条村、山野村、広瀬村、加茂村、下加茂村、法成寺村、道上村
- 明治32年（1899年）7月1日 - 郡制を施行。郡役所が福山町に設置。
- 大正2年（1913年）4月1日 - 野上村・三吉村が福山町に編入。（1町31村）
- 大正5年（1916年）7月1日 - 福山町が市制施行して福山市となり、郡より離脱。（31村）
- 大正12年（1923年）4月1日 - 郡会が廃止。郡役所は存続。
- 大正15年（1926年）7月1日 - 郡役所が廃止。以降は地域区分名称となる。
- 昭和4年（1929年）3月1日 - 川南村・川北村が合併して神辺町が発足。（1町29村）
- 昭和8年（1933年）1月1日 - 吉津村・木之庄村・奈良津村・深津村・本庄村・手城村・川口村が福山市に編入。（1町22村）
- 昭和13年（1938年）10月1日 - 中津原村・森脇村・下岩成村・上岩成村が合併して御幸村が発足。（1町19村）
- 昭和16年（1941年）
  - 2月11日 - 八尋村・上竹田村・下竹田村が合併して竹尋村が発足。（1町17村）
  - 10月1日 - 下加茂村・法成寺村が合併して加法村が発足。（1町16村）
- 昭和29年（1954年）3月31日 - 神辺町・御野村・竹尋村・湯田村・中条村・道上村が合併し、改めて神辺町が発足。（1町11村）
- 昭和30年（1955年）3月31日（3町5村）
  - 大津野村・坪生村・春日村が合併して深安町が発足。
  - 山野村・広瀬村・加茂村が合併して加茂町が発足。
- 昭和31年（1956年）9月30日（3町）
  - 加法村が分割し、一部（下加茂および法成寺字鳥越の一部）が加茂町に、残部（法成寺の残部）が芦品郡駅家町にそれぞれ編入。
  - 引野村・市村・千田村・御幸村が福山市に編入。
- 昭和37年（1962年）1月1日 - 深安町が福山市に編入。（2町）
- 昭和50年（1975年）2月1日 - 加茂町が福山市に編入。（1町）
- 平成18年（2006年）3月1日 - 神辺町が福山市に編入。同日深安郡消滅。

### 変遷表
| 旧郡     | 明治以前   | 明治7年    | 明治22年 4月1日 町村制施行 | 明治22年 - 大正15年        | 明治22年 - 大正15年       | 昭和元年 - 昭和20年        | 昭和21年 - 昭和35年                | 昭和36年 - 昭和40年         | 昭和41年 - 昭和64年                        | 平成元年 - 現在             | 現在   |
| -------- | ---------- | ---------- | -------------------------- | -------------------------- | ------------------------- | -------------------------- | ---------------------------------- | --------------------------- | ------------------------------------------ | --------------------------- | ------ |
| 深 津 郡 | 福山城下   | 福山城下   | 福山町                     | 福山町                     | 大正5年7月1日 市制 福山市 | 福山市                     | 福山市                             | 福山市                      | 昭和41年5月1日 福山市 （松永市と対等合併） | 福山市                      | 福山市 |
| 深 津 郡 | 野上村     | 野上村     | 野上村                     | 大正2年4月1日 福山町に編入 | 大正5年7月1日 市制 福山市 | 福山市                     | 福山市                             | 福山市                      | 昭和41年5月1日 福山市 （松永市と対等合併） | 福山市                      | 福山市 |
| 深 津 郡 | 三吉村     | 三吉村     | 三吉村                     | 大正2年4月1日 福山町に編入 | 大正5年7月1日 市制 福山市 | 福山市                     | 福山市                             | 福山市                      | 昭和41年5月1日 福山市 （松永市と対等合併） | 福山市                      | 福山市 |
| 深 津 郡 | 多治米村   | 多治米村   | 川口村                     | 川口村                     | 川口村                    | 昭和8年1月1日 福山市に編入 | 福山市                             | 福山市                      | 昭和41年5月1日 福山市 （松永市と対等合併） | 福山市                      | 福山市 |
| 深 津 郡 | 川口村     | 川口村     | 川口村                     | 川口村                     | 川口村                    | 昭和8年1月1日 福山市に編入 | 福山市                             | 福山市                      | 昭和41年5月1日 福山市 （松永市と対等合併） | 福山市                      | 福山市 |
| 深 津 郡 | 一番新涯村 | 新涯村     | 川口村                     | 川口村                     | 川口村                    | 昭和8年1月1日 福山市に編入 | 福山市                             | 福山市                      | 昭和41年5月1日 福山市 （松永市と対等合併） | 福山市                      | 福山市 |
| 深 津 郡 | 二番新涯村 | 新涯村     | 川口村                     | 川口村                     | 川口村                    | 昭和8年1月1日 福山市に編入 | 福山市                             | 福山市                      | 昭和41年5月1日 福山市 （松永市と対等合併） | 福山市                      | 福山市 |
| 深 津 郡 | 三番新涯村 | 新涯村     | 川口村                     | 川口村                     | 川口村                    | 昭和8年1月1日 福山市に編入 | 福山市                             | 福山市                      | 昭和41年5月1日 福山市 （松永市と対等合併） | 福山市                      | 福山市 |
| 深 津 郡 | 木之庄村   | 木之庄村   | 木之庄村                   | 木之庄村                   | 木之庄村                  | 昭和8年1月1日 福山市に編入 | 福山市                             | 福山市                      | 昭和41年5月1日 福山市 （松永市と対等合併） | 福山市                      | 福山市 |
| 深 津 郡 | 手城村     | 手城村     | 手城村                     | 手城村                     | 手城村                    | 昭和8年1月1日 福山市に編入 | 福山市                             | 福山市                      | 昭和41年5月1日 福山市 （松永市と対等合併） | 福山市                      | 福山市 |
| 深 津 郡 | 奈良津村   | 奈良津村   | 奈良津村                   | 奈良津村                   | 奈良津村                  | 昭和8年1月1日 福山市に編入 | 福山市                             | 福山市                      | 昭和41年5月1日 福山市 （松永市と対等合併） | 福山市                      | 福山市 |
| 深 津 郡 | 深津村     | 深津村     | 深津村                     | 深津村                     | 深津村                    | 昭和8年1月1日 福山市に編入 | 福山市                             | 福山市                      | 昭和41年5月1日 福山市 （松永市と対等合併） | 福山市                      | 福山市 |
| 深 津 郡 | 木之端村   | 深津村     | 深津村                     | 深津村                     | 深津村                    | 昭和8年1月1日 福山市に編入 | 福山市                             | 福山市                      | 昭和41年5月1日 福山市 （松永市と対等合併） | 福山市                      | 福山市 |
| 深 津 郡 | 本庄村     | 本庄村     | 本庄村                     | 本庄村                     | 本庄村                    | 昭和8年1月1日 福山市に編入 | 福山市                             | 福山市                      | 昭和41年5月1日 福山市 （松永市と対等合併） | 福山市                      | 福山市 |
| 深 津 郡 | 吉津村     | 吉津村     | 吉津村                     | 吉津村                     | 吉津村                    | 昭和8年1月1日 福山市に編入 | 福山市                             | 福山市                      | 昭和41年5月1日 福山市 （松永市と対等合併） | 福山市                      | 福山市 |
| 深 津 郡 | 市村       | 市村       | 市村                       | 市村                       | 市村                      | 市村                       | 昭和31年9月30日 福山市に編入       | 福山市                      | 昭和41年5月1日 福山市 （松永市と対等合併） | 福山市                      | 福山市 |
| 深 津 郡 | 藪路村     | 藪路村     | 千田村                     | 千田村                     | 千田村                    | 千田村                     | 昭和31年9月30日 福山市に編入       | 福山市                      | 昭和41年5月1日 福山市 （松永市と対等合併） | 福山市                      | 福山市 |
| 深 津 郡 | 千田村     | 千田村     | 千田村                     | 千田村                     | 千田村                    | 千田村                     | 昭和31年9月30日 福山市に編入       | 福山市                      | 昭和41年5月1日 福山市 （松永市と対等合併） | 福山市                      | 福山市 |
| 深 津 郡 | 坂田村     | 坂田村     | 千田村                     | 千田村                     | 千田村                    | 千田村                     | 昭和31年9月30日 福山市に編入       | 福山市                      | 昭和41年5月1日 福山市 （松永市と対等合併） | 福山市                      | 福山市 |
| 深 津 郡 | 引野村     | 引野村     | 引野村                     | 引野村                     | 引野村                    | 引野村                     | 昭和31年9月30日 福山市に編入       | 福山市                      | 昭和41年5月1日 福山市 （松永市と対等合併） | 福山市                      | 福山市 |
| 深 津 郡 | 上岩成村   | 上岩成村   | 上岩成村                   | 上岩成村                   | 上岩成村                  | 昭和13年10月1日 御幸村     | 昭和31年9月30日 福山市に編入       | 福山市                      | 昭和41年5月1日 福山市 （松永市と対等合併） | 福山市                      | 福山市 |
| 深 津 郡 | 下岩成村   | 下岩成村   | 下岩成村                   | 下岩成村                   | 下岩成村                  | 昭和13年10月1日 御幸村     | 昭和31年9月30日 福山市に編入       | 福山市                      | 昭和41年5月1日 福山市 （松永市と対等合併） | 福山市                      | 福山市 |
| 深 津 郡 | 中津原村   | 中津原村   | 中津原村                   | 中津原村                   | 中津原村                  | 昭和13年10月1日 御幸村     | 昭和31年9月30日 福山市に編入       | 福山市                      | 昭和41年5月1日 福山市 （松永市と対等合併） | 福山市                      | 福山市 |
| 深 津 郡 | 森脇村     | 森脇村     | 森脇村                     | 森脇村                     | 森脇村                    | 昭和13年10月1日 御幸村     | 昭和31年9月30日 福山市に編入       | 福山市                      | 昭和41年5月1日 福山市 （松永市と対等合併） | 福山市                      | 福山市 |
| 深 津 郡 | 津之下村   | 津之下村   | 大津野村                   | 大津野村                   | 大津野村                  | 大津野村                   | 昭和30年3月31日 深安町             | 昭和37年1月1日 福山市に編入 | 昭和41年5月1日 福山市 （松永市と対等合併） | 福山市                      | 福山市 |
| 深 津 郡 | 大門村     | 大門村     | 大津野村                   | 大津野村                   | 大津野村                  | 大津野村                   | 昭和30年3月31日 深安町             | 昭和37年1月1日 福山市に編入 | 昭和41年5月1日 福山市 （松永市と対等合併） | 福山市                      | 福山市 |
| 深 津 郡 | 野々浜村   | 野々浜村   | 大津野村                   | 大津野村                   | 大津野村                  | 大津野村                   | 昭和30年3月31日 深安町             | 昭和37年1月1日 福山市に編入 | 昭和41年5月1日 福山市 （松永市と対等合併） | 福山市                      | 福山市 |
| 深 津 郡 | 浦上村     | 浦上村     | 春日村                     | 春日村                     | 春日村                    | 春日村                     | 昭和30年3月31日 深安町             | 昭和37年1月1日 福山市に編入 | 昭和41年5月1日 福山市 （松永市と対等合併） | 福山市                      | 福山市 |
| 深 津 郡 | 能島村     | 能島村     | 春日村                     | 春日村                     | 春日村                    | 春日村                     | 昭和30年3月31日 深安町             | 昭和37年1月1日 福山市に編入 | 昭和41年5月1日 福山市 （松永市と対等合併） | 福山市                      | 福山市 |
| 深 津 郡 | 吉田村     | 吉田村     | 春日村                     | 春日村                     | 春日村                    | 春日村                     | 昭和30年3月31日 深安町             | 昭和37年1月1日 福山市に編入 | 昭和41年5月1日 福山市 （松永市と対等合併） | 福山市                      | 福山市 |
| 深 津 郡 | 宇山村     | 宇山村     | 春日村                     | 春日村                     | 春日村                    | 春日村                     | 昭和30年3月31日 深安町             | 昭和37年1月1日 福山市に編入 | 昭和41年5月1日 福山市 （松永市と対等合併） | 福山市                      | 福山市 |
| 深 津 郡 | 坪生村     | 坪生村     | 坪生村                     | 坪生村                     | 坪生村                    | 坪生村                     | 昭和30年3月31日 深安町             | 昭和37年1月1日 福山市に編入 | 昭和41年5月1日 福山市 （松永市と対等合併） | 福山市                      | 福山市 |
| 安 那 郡 | 東法成寺村 | 法成寺村   | 法成寺村                   | 法成寺村                   | 法成寺村                  | 昭和16年10月1日 加法村     | 昭和31年9月30日 芦品郡駅家町に編入 | 芦品郡駅家町                | 昭和50年2月1日 福山市に編入                | 福山市                      | 福山市 |
| 安 那 郡 | 西法成寺村 | 法成寺村   | 法成寺村                   | 法成寺村                   | 法成寺村                  | 昭和16年10月1日 加法村     | 昭和31年9月30日 芦品郡駅家町に編入 | 芦品郡駅家町                | 昭和50年2月1日 福山市に編入                | 福山市                      | 福山市 |
| 安 那 郡 | 下加茂村   | 下加茂村   | 下加茂村                   | 下加茂村                   | 下加茂村                  | 昭和16年10月1日 加法村     | 昭和31年9月30日 加茂町に編入       | 加茂町                      | 昭和50年2月1日 福山市に編入                | 福山市                      | 福山市 |
| 安 那 郡 | 粟根村     | 粟根村     | 加茂村                     | 加茂村                     | 加茂村                    | 加茂村                     | 昭和30年3月31日 加茂町             | 加茂町                      | 昭和50年2月1日 福山市に編入                | 福山市                      | 福山市 |
| 安 那 郡 | 芦原村     | 芦原村     | 加茂村                     | 加茂村                     | 加茂村                    | 加茂村                     | 昭和30年3月31日 加茂町             | 加茂町                      | 昭和50年2月1日 福山市に編入                | 福山市                      | 福山市 |
| 安 那 郡 | 中野村     | 中野村     | 加茂村                     | 加茂村                     | 加茂村                    | 加茂村                     | 昭和30年3月31日 加茂町             | 加茂町                      | 昭和50年2月1日 福山市に編入                | 福山市                      | 福山市 |
| 安 那 郡 | 上加茂村   | 上加茂村   | 加茂村                     | 加茂村                     | 加茂村                    | 加茂村                     | 昭和30年3月31日 加茂町             | 加茂町                      | 昭和50年2月1日 福山市に編入                | 福山市                      | 福山市 |
| 安 那 郡 | 八軒屋村   | 八軒屋村   | 加茂村                     | 加茂村                     | 加茂村                    | 加茂村                     | 昭和30年3月31日 加茂町             | 加茂町                      | 昭和50年2月1日 福山市に編入                | 福山市                      | 福山市 |
| 安 那 郡 | 北山村     | 北山村     | 広瀬村                     | 広瀬村                     | 広瀬村                    | 広瀬村                     | 昭和30年3月31日 加茂町             | 加茂町                      | 昭和50年2月1日 福山市に編入                | 福山市                      | 福山市 |
| 安 那 郡 | 百谷村     | 百谷村     | 広瀬村                     | 広瀬村                     | 広瀬村                    | 広瀬村                     | 昭和30年3月31日 加茂町             | 加茂町                      | 昭和50年2月1日 福山市に編入                | 福山市                      | 福山市 |
| 安 那 郡 | 山野村     | 山野村     | 山野村                     | 山野村                     | 山野村                    | 山野村                     | 昭和30年3月31日 加茂町             | 加茂町                      | 昭和50年2月1日 福山市に編入                | 福山市                      | 福山市 |
| 安 那 郡 | 矢川村     | 矢川村     | 山野村                     | 山野村                     | 山野村                    | 山野村                     | 昭和30年3月31日 加茂町             | 加茂町                      | 昭和50年2月1日 福山市に編入                | 福山市                      | 福山市 |
| 安 那 郡 | 川北村     | 川北村     | 川北村                     | 川北村                     | 川北村                    | 昭和4年3月1日 神辺町       | 昭和29年3月31日 神辺町             | 神辺町                      | 神辺町                                     | 平成18年3月1日 福山市に編入 | 福山市 |
| 安 那 郡 | 川南村     | 川南村     | 川南村                     | 川南村                     | 川南村                    | 昭和4年3月1日 神辺町       | 昭和29年3月31日 神辺町             | 神辺町                      | 神辺町                                     | 平成18年3月1日 福山市に編入 | 福山市 |
| 安 那 郡 | 上竹田村   | 上竹田村   | 上竹田村                   | 上竹田村                   | 上竹田村                  | 昭和16年2月11日 竹尋村     | 昭和29年3月31日 神辺町             | 神辺町                      | 神辺町                                     | 平成18年3月1日 福山市に編入 | 福山市 |
| 安 那 郡 | 下竹田村   | 下竹田村   | 下竹田村                   | 下竹田村                   | 下竹田村                  | 昭和16年2月11日 竹尋村     | 昭和29年3月31日 神辺町             | 神辺町                      | 神辺町                                     | 平成18年3月1日 福山市に編入 | 福山市 |
| 安 那 郡 | 八尋村     | 八尋村     | 八尋村                     | 八尋村                     | 八尋村                    | 昭和16年2月11日 竹尋村     | 昭和29年3月31日 神辺町             | 神辺町                      | 神辺町                                     | 平成18年3月1日 福山市に編入 | 福山市 |
| 安 那 郡 | 西中条村   | 西中条村   | 中条村                     | 中条村                     | 中条村                    | 中条村                     | 昭和29年3月31日 神辺町             | 神辺町                      | 神辺町                                     | 平成18年3月1日 福山市に編入 | 福山市 |
| 安 那 郡 | 東中条村   | 東中条村   | 中条村                     | 中条村                     | 中条村                    | 中条村                     | 昭和29年3月31日 神辺町             | 神辺町                      | 神辺町                                     | 平成18年3月1日 福山市に編入 | 福山市 |
| 安 那 郡 | 三谷村     | 三谷村     | 中条村                     | 中条村                     | 中条村                    | 中条村                     | 昭和29年3月31日 神辺町             | 神辺町                      | 神辺町                                     | 平成18年3月1日 福山市に編入 | 福山市 |
| 安 那 郡 | 十九軒屋村 | 十九軒屋村 | 道上村                     | 道上村                     | 道上村                    | 道上村                     | 昭和29年3月31日 神辺町             | 神辺町                      | 神辺町                                     | 平成18年3月1日 福山市に編入 | 福山市 |
| 安 那 郡 | 十三軒屋村 | 十三軒屋村 | 道上村                     | 道上村                     | 道上村                    | 道上村                     | 昭和29年3月31日 神辺町             | 神辺町                      | 神辺町                                     | 平成18年3月1日 福山市に編入 | 福山市 |
| 安 那 郡 | 道上村     | 道上村     | 道上村                     | 道上村                     | 道上村                    | 道上村                     | 昭和29年3月31日 神辺町             | 神辺町                      | 神辺町                                     | 平成18年3月1日 福山市に編入 | 福山市 |
| 安 那 郡 | 平野村     | 平野村     | 御野村                     | 御野村                     | 御野村                    | 御野村                     | 昭和29年3月31日 神辺町             | 神辺町                      | 神辺町                                     | 平成18年3月1日 福山市に編入 | 福山市 |
| 安 那 郡 | 下御領村   | 下御領村   | 御野村                     | 御野村                     | 御野村                    | 御野村                     | 昭和29年3月31日 神辺町             | 神辺町                      | 神辺町                                     | 平成18年3月1日 福山市に編入 | 福山市 |
| 安 那 郡 | 上御領村   | 上御領村   | 御野村                     | 御野村                     | 御野村                    | 御野村                     | 昭和29年3月31日 神辺町             | 神辺町                      | 神辺町                                     | 平成18年3月1日 福山市に編入 | 福山市 |
| 安 那 郡 | 湯野村     | 湯野村     | 湯田村                     | 湯田村                     | 湯田村                    | 湯田村                     | 昭和29年3月31日 神辺町             | 神辺町                      | 神辺町                                     | 平成18年3月1日 福山市に編入 | 福山市 |
| 安 那 郡 | 箱田村     | 箱田村     | 湯田村                     | 湯田村                     | 湯田村                    | 湯田村                     | 昭和29年3月31日 神辺町             | 神辺町                      | 神辺町                                     | 平成18年3月1日 福山市に編入 | 福山市 |
| 安 那 郡 | 徳田村     | 徳田村     | 湯田村                     | 湯田村                     | 湯田村                    | 湯田村                     | 昭和29年3月31日 神辺町             | 神辺町                      | 神辺町                                     | 平成18年3月1日 福山市に編入 | 福山市 |

## 行政
歴代郡長
| 代 | 氏名 | 就任年月日               | 退任年月日                | 備考                   |
| -- | ---- | ------------------------ | ------------------------- | ---------------------- |
| 1  |      | 明治32年（1899年）7月1日 |                           |                        |
|    |      |                          | 大正15年（1926年）6月30日 | 郡役所廃止により、廃官 |